# Cnaeus Domitius Corbulo
Cnaeus Domitius Corbulo (en français Corbulon), né vers l'an 7 à Peltuinum en Italie et mort en 67 à Cenchreæ (port de Corinthe), est un général et consul romain.
Proconsul, il s'illustre contre les Parthes de 58 à 64 dans les guerres pour le contrôle de l'Arménie. Il se suicide sur ordre de Néron, jaloux de ses succès.
Il entre dans l'histoire comme un chef militaire respecté et un dirigeant puissant des provinces romaines en Asie.

## Biographie

### Généalogie et famille

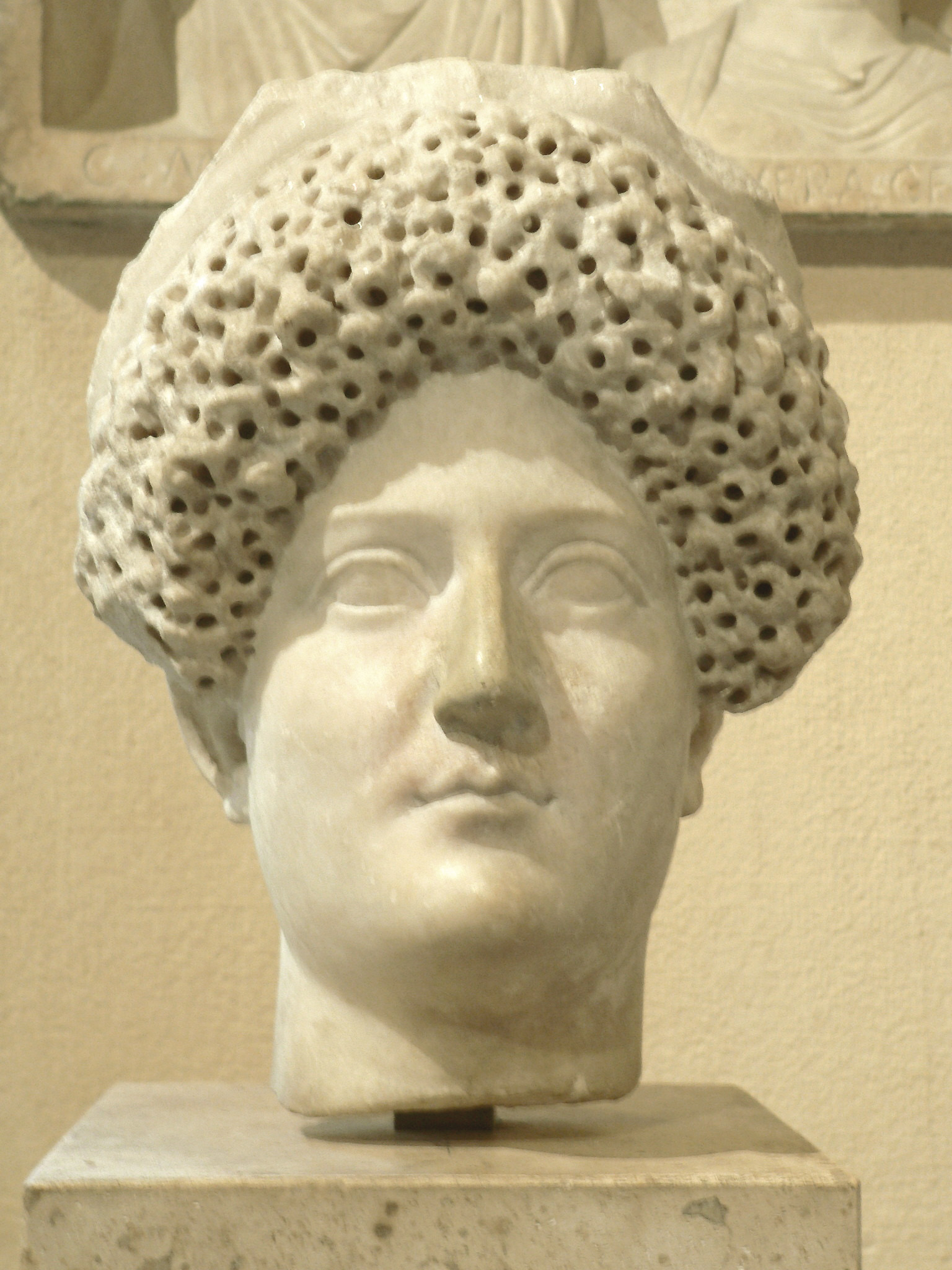
Buste de Domitia Longina, Ier siècle, musée du Louvre.

Corbulon naquit à Peltuinum, dans les Apennins centraux en Italie, dans la famille des Domitii ou gens Domitia, une famille plébéienne de Rome qui avait fourni un grand nombre de consuls et de magistrats à la République. Sa mère était une Vistilia. Son père entra au sénat comme préteur sous le règne de Tibère[réf. nécessaire].
Il épousa Cassia Longina et fut le père de Domitia Longina qui épousera le futur empereur Domitien vers 71.

### Carrière
Les débuts de la carrière de Corbulon sont mal connus. Il est consul sous Caligula en 39. L'empereur était son beau-frère car il était marié avec Milonia Cæsonia, demi-sœur de Corbulon.
En 41, après l'assassinat de Caligula, sa carrière est interrompue.

### Un premier commandement en Germanie
En 47, l'empereur Claude lui donne le commandement des armées de Germanie inférieure. Il s'installe dans la cité de Cologne[réf. nécessaire].
Il est responsable des légions V Alaudæ et XV Primigenia stationnées à Xanten, dans le camp nommé Castra Vetera érigé par les Romains comme base arrière pour les campagnes en Germanie et base de la flotte qui contrôlait le Rhin, de la XVI Gallica de Neuss et de la I Germanica de Bonn, capitale de la Germanie supérieure[réf. nécessaire].
La mission est difficile : Corbulon a affaire à des rébellions majeures et aux manifestations violentes des chérusques dans la région du Weser et chauques, sur le littoral nord-ouest.
Pline l'Ancien sert sous les ordres de Corbulon en 47, participant à la conquête romaine du territoire des Chauques. En tant que jeune commandant d'un corps de cavalerie (præfectus alæ), il rédige dans ses quartiers d'hiver un essai sur l'art de lancer le javelot à cheval (de jaculatione equestri)[réf. nécessaire].
Corbulon est à l'origine de la construction d'un canal entre les embouchures du Rhin et de la Meuse (dans les actuels Pays-Bas). Une partie de cet ouvrage d'art, connu sous le nom de Fossa Corbulonis ou « canal de Corbulon », a été retrouvée lors de fouilles archéologiques à Leidschendam, près du castellum Matilo près de la ville de Leyde. Son cheminement longe le canal « Vliet » qui fut construit quelques siècles plus tard.
Les archéologues néerlandais s'accordent pour voir en Corbulon le père du limes rhénan : la plupart des castellum du Vieux Rhin datent de la première moitié du Ier siècle.

### La guerre contre les Parthes
Corbulo retourne à Rome et y reste jusqu'en 52, date à laquelle il est nommé gouverneur de la province d'Asie[réf. nécessaire].

#### Le contexte de l'affrontement

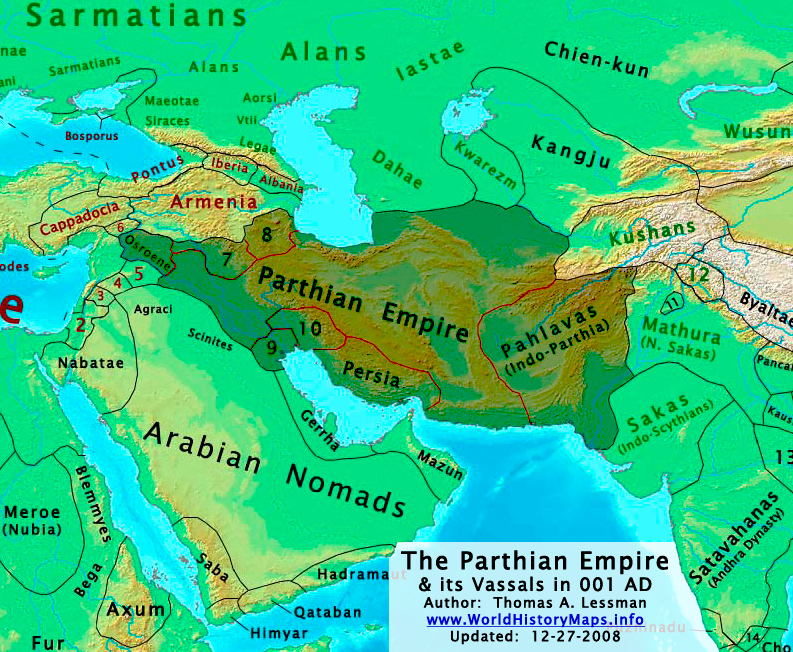
Carte de l'Empire parthe montrant la situation de l'Arménie, État tampon avec l'Empire romain.

Dès le milieu du Ier siècle av. J.-C., la République romaine et l'Empire parthe s'opposaient pour le contrôle des divers États orientaux les séparant. Le plus important d'entre eux était le royaume d'Arménie. En 20 av. J.-C., Auguste en avait fait un protectorat lorsque Tigrane III était monté sur le trône. En 37, un candidat soutenu par les Parthes revendique le trône. Jusqu'en 54, coups de force et luttes d'influence se succèdent pour le contrôle de l'Arménie. À cette date, le nouveau roi des Parthes, Vologèse Ier de Parthie, conquiert les deux capitales, Artaxate et Tigranocerte et met sur le trône son jeune frère Tiridate. Au même moment, Claude meurt et Néron devient empereur. L'implantation des Parthes dans une zone que les Romains considéraient comme faisant partie de leur sphère d'influence fut considérée comme un test majeur des capacités du nouvel empereur. Aussi, Néron réagit-il vigoureusement, nomma Corbulon commandant suprême en Orient et l'envoya dans les provinces orientales régler le problème de l'Arménie.

#### Manœuvres diplomatiques et préparation militaire
Corbulo se voit confier le contrôle de deux provinces, la Cappadoce et la Galatie, avec autorité proprétoriale puis proconsulaire (imperium). Bien que la Galatie soit considérée comme un bon terrain de recrutement (région d'origine de la Legio XXII Deiotariana) et que la Cappadoce fournissait quelques unités d'auxiliaires romains, l'essentiel des forces disponibles provenait de Syrie, dont la moitié de la garnison de quatre légions et leurs auxiliaires furent placés sous son commandement.
Initialement, les Romains espérèrent résoudre la situation par des moyens diplomatiques : Corbulo et Ummidius Quadratus (en), le gouverneur de Syrie, envoyèrent des ambassades à Vologèse, lui proposant d'envoyer quelques otages, comme le voulait la coutume Vologèse, lui-même préoccupé par la révolte de son fils Vardanès, et forcé de retirer ses troupes d'Arménie, les constitua prisonniers.
Une période d'inactivité s'ensuivit, bien que la question arménienne restât en suspens. Corbulo utilisa ce calme pour restaurer la discipline et améliorer la préparation au combat de ses troupes qui vivaient depuis longtemps dans les garnisons tranquilles de l'Orient. D'après Tacite, Corbulo démobilisa tous les légionnaires trop âgés ou affaiblis, maintint l'armée entière sous des tentes pendant l'hiver rude du plateau anatolien pour les préparer à la neige d'Arménie, et fit respecter une discipline sévère, punissant de mort les déserteurs. Mais, il prit soin de rester présent au milieu des troupes et d'en partager la dure vie.
Cependant, Tiridate, appuyé par son frère, refusa de se rendre à Rome, et lança même des opérations contre les Arméniens qu'il soupçonnait de loyauté à Rome. La tension monta, et finalement, au début du printemps 58, la guerre éclata.

#### Offensive en Arménie

Royaume arménien en 150.

Après un certain délai, il passa à l'offensive. Corbulo avait positionné un grand nombre de ses auxiliaires dans une ligne de forts proche de la frontière arménienne sous le commandement d'un primus pilus expérimenté, Paccius Orfitus. Désobéissant aux ordres de Corbulo, ce dernier utilisa certains éléments de la cavalerie auxiliaire alæ récemment arrivés pour lancer un raid contre les Arméniens, qui semblaient non préparés. Son raid fut un échec, et les troupes en retraite semèrent la panique dans les autres garnisons. Ce n'était pas un début heureux pour la campagne, et Corbulo punit sévèrement les survivants et leurs commandants.
Malgré ce mauvais début de campagne, Corbulo était cependant prêt, ayant entraîné son armée pendant deux ans. Il avait trois légions à disposition, les III Gallica et VI Ferrata de Syrie et la IV Scythica, leurs auxiliaires et les contingents alliés des rois orientaux comme Aristobule d'Arménie Mineure et Polémon II du Pont. La situation fut favorable pour les Romains car Vologèse faisait face à une grave révolte des Hyrcaniens dans la région de la mer Caspienne et aux incursions des nomades Dahæ et Sacæ d'Asie centrale ; il fut incapable de venir en aide à son frère.
La guerre, jusqu'alors, avait simplement donné lieu à des escarmouches le long de la frontière. Corbulo essaya de protéger les implantations arméniennes pro-romaines de toute agression, et en retour, lançait des représailles sur les alliés des Parthes. Comme Tiridate évitait toute confrontation directe, Corbulo divisa ses forces, afin d'attaquer simultanément plusieurs places, et ordonna à ses alliés, les rois Antioche IV de Commagène et Pharsman Ier d'Ibérie, l'actuelle Géorgie, de lancer des attaques sur l'Arménie à partir de leurs propres territoires. Une alliance fut aussi conclue avec les Moschoi, un peuple d'Arménie orientale.
Tiridate réagit en envoyant des émissaires pour demander les raisons de cette attaque alors que des otages avaient été échangés. Corbulo renouvela son exigence que Tiridate sollicite la reconnaissance de sa couronne auprès de l'empereur. Finalement, les deux camps s'accordèrent sur une rencontre. Tous deux étaient supposés s'y rendre avec seulement 1 000 hommes, mais Corbulo, ne se fiant pas à Tiridate, décida de prendre avec lui non seulement la VI Ferrata, mais aussi la moitié de la III Gallica. Tiridate se rendit au lieu convenu, mais apercevant les Romains en ordre de bataille, et lui aussi méfiant, ne s'approcha pas et s'enfuit pendant la nuit. Il lança des raids sur les équipements de l'armée qui parvenaient de Trapezus sur la mer Noire, mais sans effet car les Romains avaient barré les routes de montagnes avec des fortins.

#### La chute d'Artaxate

La campagne de Gnæus Domitius Corbulo en 58-60.

Corbulo était décidé à s'en prendre directement aux places fortes de Tiridate. Cette stratégie n'était pas seulement fondamentale pour le contrôle des environs et pour fournir des ressources financières et des soldats, mais constituait une menace poussant Tiridate à risquer une bataille rangée, car « un roi ne défendant pas les territoires qui lui sont loyaux […] perdrait tout prestige ». Corbulo et ses subordonnés réussirent à prendre par surprise trois de ses forts, dont Volandum, « le plus puissant de tous dans la province », en moins d'un jour au prix de pertes légères, massacrant leurs garnisons. Terrifiés par cette réussite, plusieurs villes et villages se rendirent.
Tiridate fut contraint d'affronter les Romains avec son armée quand ils s'approchèrent de la capitale Artaxate. La colonne romaine, renforcée par un vexillation de la X Fretensis, marcha en « carré », supportée par les cavaliers et les archers auxiliaires. Les Romains avançaient sous l'ordre strict de ne pas rompre la formation, et malgré des attaques répétées et retraites feintes des archers parthes à cheval, ils tinrent jusqu'à la tombée de la nuit. Pendant la nuit, Tiridate retira son armée et abandonna sa capitale. Les habitants se rendirent sans délai et purent s'enfuir sans mal. La ville fut incendiée, les Romains ne pouvant y laisser une garnison.

#### La chute de Tigranocerte
En 59, les Romains marchèrent en direction de Tigranocerte, la seconde capitale de l'Arménie. L'armée souffrait du manque de provisions, particulièrement d'eau, dans les terres arides du nord de la Mésopotamie, jusqu'à ce qu'ils atteignent une zone plus hospitalière près de Tiganocerte. Au même moment, un complot pour assassiner Corbulo fut découvert, dans lequel des notables arméniens ralliés étaient impliqués. Frontin décrit l'épisode dans ses Stratagèmes : quand les Romains arrivèrent à Tigranocerte, ils lancèrent la tête tranchée de l'un des conspirateurs au-dessus des murailles. Par hasard, elle tomba au milieu de l'assemblée des notables de la ville qui décidèrent une reddition immédiate, sauvant ainsi leur ville. Peu après, une tentative de l'armée parthe, commandée par Vologèse, de pénétrer en Arménie fut bloquée par les auxiliaires, sous le commandement de Verulanus Severus.
Les Romains contrôlaient maintenant l'Arménie et ils installèrent un nouveau roi, Tigrane VI, dernier descendant des rois de Cappadoce. Certaines parties de la province furent aussi cédées à des vassaux romains. Corbulo laissa 1 000 légionnaires, trois cohortes d'auxiliaires et deux alæ de cavaliers (environ 3 à 4 000 hommes) pour soutenir le nouveau monarque, et rentra avec le reste de l'armée en Syrie dont il avait reçu le gouvernorat (en 60) en récompense de ses succès.

#### La contre-attaque des Parthes

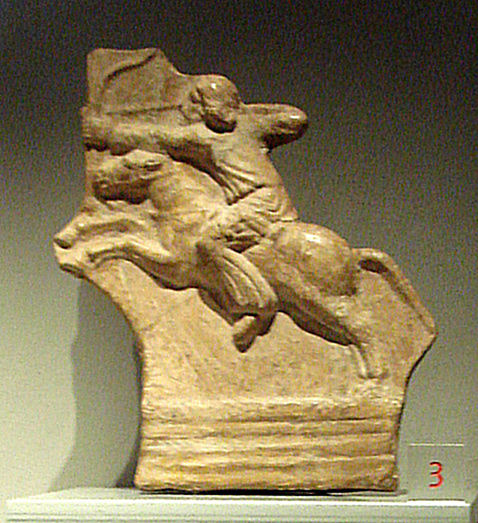
Bas-relief figurant un archer à cheval parthe. Musée du palais Madame, Turin.

Les Romains étaient conscients que leur victoire était fragile. Malgré sa réticence à s'attaquer à Rome, Vologèse fut forcé d'agir quand, en 61, Tigrane envahit l'Adiabène, une importante région du royaume de Parthie. Il prépara son armée pour chasser Tigrane.
En réponse, Corbulo renvoya les légions IV Scythica et XII Fulminata en Arménie, pendant qu'il disposait ses trois autres légions (III Gallica, VI Ferrata and XV Apollinaris) pour fortifier la ligne des rives de l'Euphrate, craignant que les Parthes puissent envahir la Syrie. Au même moment, il demanda à Néron de nommer un légat pour la Cappadoce, avec la responsabilité de conduire la guerre en Arménie.
Le siège de Tigranocerte lancé par le contingent d'Adiabene échoua. Corbulo adressa un plénipotentiaire à Vologèse. Au même moment, les Romains quittèrent l'Arménie, suscitant d'après Tacite des suspicions sur les motifs réels de Corbulo. Il fut convenu que les deux parties — les troupes romaines et parthes — devaient évacuer l'Arménie, que Tigrane devait être détrôné et le statut de Tiridate reconnu. Mais le gouvernement de Rome refusa ces arrangements. Aussi la guerre reprit au printemps 62.
Le légat pour la Cappadoce était arrivé en la personne de Lucius Cæsennius Pætus — le consul romain de l'année précédente (61) — qui reçut l'ordre de régler la question en ramenant l'Arménie sous administration directe de Rome. L'armée fut alors divisée entre lui et Corbulo. Les IV Scythica et XII Fulminata, la V Macedonica nouvellement arrivée et les auxiliaires du Pont, de Galatie et de Cappadoce allant avec Pætus, pendant que Corbulo gardait les III Gallica, VI Ferrata et X Fretensis. Les relations entre les deux commandants furent tendues dès le début. Corbulo avait conservé les légions avec lesquelles il avait passé ses dernières années de campagne et avait laissé à son collègue les unités les moins aguerries. Les forces romaines disponibles contre les Parthes étaient considérables : les six légions seules comptaient près de 30 000 hommes. Le nombre exact et la disposition des unités d'auxiliaires ne sont pas connues mais il y avait sept cavaleries alæ et sept cohortes d'infanterie en Syrie uniquement, soit une force de 7 à 9 000 hommes.
Pendant ce temps, la protection de la Syrie réclamait toute l'attention de Corbulo. Il créa une flottille de combat équipée avec des catapultes et construisit un pont sur l'Euphrate lui permettant de prendre pied sur la rive parthe. Aussi ceux-ci abandonnèrent leurs visées sur la Syrie et s'en retournèrent en Arménie[réf. nécessaire].
En 62, Pætus subit une cuisante défaite à Rhandeia et fut encerclé avec ses deux légions. Corbulo, conscient du danger, ne se mit pas en route immédiatement et fut soupçonné de l'avoir fait intentionnellement. Quand l'appel au secours arriva, il partit avec la moitié de ses troupes syriennes et regroupa les troupes dispersées de Pætus, mais il arriva trop tard pour empêcher la capitulation de Pætus. Le traité qu'il signa fut humiliant pour Rome qui devait abandonner tout le territoire et ses propres troupes furent forcées de faire un triomphe à Vologèse.
Les deux forces romaines se rejoignirent sur les rives de l'Euphrate, près de Melitene, au milieu des accusations réciproques. Corbulo refusa de relancer une campagne en Arménie expliquant qu'il n'en avait pas le mandat et que l'armée était en trop mauvaises conditions. Pætus retourna alors en Cappadoce.

#### Le règlement de paix
Rome, en fait, ne semblait pas informée des événements. Tacite note avec aigreur que par décret du Sénat « des trophées pour la guerre parthe et des arches [ont été] dressés sur le Capitole ». Quelles qu'aient été les illusions des dirigeants romains, elles furent dissipées par l'arrivée de la délégation parthe au printemps 63. Leurs requêtes ainsi que les déclarations de l'escorte romaine firent comprendre à Néron et au Sénat ce que Pætus avait caché l'ampleur du désastre dans ses rapports.
Les Romains décidèrent qu'il valait mieux « accepter une guerre dangereuse qu'une paix humiliante ». Pætus fut rappelé et le commandement des troupes fut alors à nouveau confié à Corbulo. Il prenait la tête de la campagne d'Arménie, avec un imperium extraordinaire qui le plaçait au-dessus de tous les autres gouverneurs et clients en Orient. Son poste de gouverneur de Syrie fut transmis à Gaius Cestius Gallus.
Corbulo réorganisa ses forces, renvoyant les troupes défaites et humiliées de la IV Scythica et de la XII Fulminata en Syrie, laissant la X Fretensis en garnison en Cappadoce, et prenant la tête des légions de vétérans III Gallica et VI Ferrata à Melitene où l'armée d'invasion devait se rassembler. Il y ajouta la V Macedonica, qui avait hiverné dans le Pont, et les troupes fraîches de la XV Apollinaris, ainsi qu'un grand nombre d'auxiliaires et de contingents des clients. En 63, à la tête de cette armée puissante, il traverse l'Euphrate et suit la route ouverte cent ans auparavant par Lucullus mais les deux Arsacides, Tiridate et Vologèse, refusèrent de livrer bataille et négocièrent la paix[réf. nécessaire].
Ils se réunirent à Rhandeia. Le roi d'Arménie déposa sa couronne aux pieds de la statue de l'empereur, promettant de ne pas la reprendre jusqu'à ce qu'il la reçoive des mains de Néron lui-même à Rome. Cependant, même si les deux armées quittaient l'Arménie, celle-ci restait de facto sous contrôle parthe.

#### Conséquences

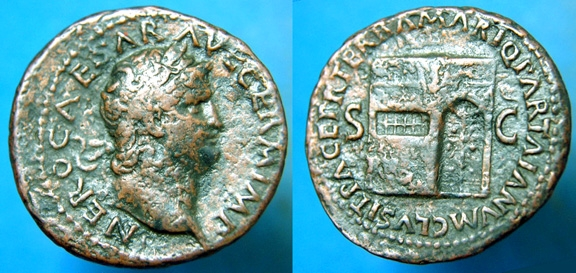
Un As commémoratif frappé en 66, avec les portes du temple de Janus fermées, symbole de la paix.

En 66, Tiridate reçut sa couronne des mains de Néron qui l'accueillit somptueusement et en tira un triomphe personnel : il fut salué comme imperator et organisa un triomphe. Il ordonna que les portes du temple de Janus soient closes, déclarant que la paix régnait dans tout l'Empire[réf. nécessaire].
Dans les jugements des générations suivantes, « Néron avait perdu l'Arménie ». Rome n'avait en fait pas d'alternative aux candidats arsacides et, en dépit d'une allégeance formelle, l'Arménie resta dans l'orbite des successeurs sassanides.
Corbulo fut aussi célébré et honoré par Néron, bien que sa popularité dans l'armée en fit un rival potentiel[réf. nécessaire].
Cette guerre incertaine fit prendre conscience à Rome que le système défensif mis en place aux frontières de l'Orient par l'empereur Auguste était défectueux. Aussi, une réorganisation majeure fut engagée : les royaumes clients du Pont et de Colchide en 64, la Cilicie, la Commagène et l'Arménie mineure en 72, furent transformées en provinces romaines, le nombre de légions stationnées fut accru, et la présence romaine dans les États clients d'Ibérie et d'Albanie fut renforcée, dans le but stratégique d'encercler l'Arménie.
Enfin, héritage des œuvres de Corbulo, le contrôle direct des Romains fut étendu à la ligne entière de l'Euphrate, marquant le début du limes oriental qui se maintiendra jusqu'à la conquête musulmane du VIIe siècle[réf. nécessaire].

### Un suicide romain
En l'an 67, des révoltes éclatèrent en Judée (rebaptisée plus tard Palestine par les vainqueurs romains) mais Néron, jaloux du succès et de la popularité de Corbulo, ordonna à Vespasien de prendre le commandement des forces romaines et appela Corbulo en Grèce[réf. nécessaire].
Comme le raconte Tacite, il est possible que Néron l'ait soupçonné d'être associé à la conjuration que le consul Gaius Calpurnius Piso avait ourdie en s'appuyant sur plusieurs sénateurs ainsi que sur des chevaliers éminents dont Fænius Rufus, ancien préfet de l'annone et collègue du préfet du prétoire Tigellin depuis 62. Lucain et Sénèque le Jeune furent aussi impliqués. Pétrone est accusé injustement par Tigellin d'y avoir participé. Bien que Sénèque y soit entraîné malgré lui, il est condamné à mourir. La culpabilité de Lucain est incertaine. Sénèque se donne la mort en s'ouvrant les veines. Pétrone et Lucain se suicideront peu après[réf. nécessaire].
D'après Tacite, à son arrivée à Cenchreæ, port de Corinthe, les messagers de Néron rencontrèrent Corbulo et lui ordonnèrent de se suicider, ordre auquel il obéit. Pour Dion Cassius, Corbulo, pensant qu'il allait être exécuté, prit les devants.
L’arc de Néron (Arcus Neronis) fut érigé entre 58 ap. J.-C. et 62 ap. J.-C. par Néron pour commémorer les victoires de Gnæus Domitius Corbulo sur les Parthes. Il était situé dans l’intermontum entre l’Arx et le Capitolium. C’était une voûte simple surmontée d’un quadrige.
Corbulo a écrit un livre (perdu à ce jour) sur sa vie en Asie.

## Culture populaire

### Cinéma
- Le film Halo 4 : L'Aube de l'espérance se déroule dans l'Académie militaire Corbulo, nommée d'après le général romain.
- Le film Légionnaire (de Jose Magan, 2020) met en scène le Général Corbulo, interprété par Mickey Rourke.

### Sources antiques
- Tacite :
  - Histoires, livre II, 76, livre III, 6, 24.
  - Annales, XI, 18-20 ; XIII, 8, 9, 34-39, 41 ; XIV, 26-26 , 58 ; XV, 1, 3-6, 8-11, 13, 16, 17, 25, 26, 28-31.
- Dion Cassius